# Zulma Grey
Zulma Grey (Buenos Aires, 14 de agosto de 1928-ibídem, 31 de mayo de 2017)
fue una actriz de cine, radio, teatro y televisión argentina de larga trayectoria.

## Carrera
Zulma Grey hizo sus comienzos en el mundo de la interpretación a una edad muy temprana, a los 10 años de edad. En una audición de radio escogían niños y les enseñaban, entre ellos estuvo Zulma. A los 14 años ya estaba haciendo radioteatro. Luego vino la televisión, el cine, el doblaje de películas y series americanas y la publicidad.
Gran actriz de reparto cómica, incursionó notablemente en la Época de Oro del cine argentino. Se inició cinematográficamente en 1954 con el film Mujeres casadas encabezada por Elina Colomer. Y se despidió con las comedias Abierto de 18 a 24 con Gerardo Romano, Horacio Peña y Jorge Luz; y El profesor punk junto a Jorge Porcel.
En la pantalla chica fue popular su papel en la tira Los Campenelli, en las que también participó en sus versiones fílmicas, El veraneo de los Campanelli y El picnic de los Campanelli.
En 2012 recibió una estatuilla de la Asociación Argentina de Actores por sus 50 años de afiliación, dicho galardón fue otorgado por su marido Osvaldo Bruzos.
En 2014 la Fundación SAGAI le entregó una estatuilla en reconocimiento a su trayectoria.
Murió el 31 de mayo de 2017, a los 88 años. Sus restos descansan en el Panteón de Actores del Cementerio de la Chacarita.

## Filmografía
- 1988: El profesor punk.
- 1988: Abierto de 18 a 24.
- 1979: Las muñecas que hacen ¡pum!
- 1979: Donde duermen dos... duermen tres
- 1979: Vivir con alegría
- 1976: La noche del hurto
- 1974: Clínica con música
- 1971: El picnic de los Campanelli
- 1971: El veraneo de los Campanelli
- 1970: Los muchachos de mi barrio
- 1970: Aquellos años locos
- 1970: La guita
- 1969: El bulín
- 1969: ¡Viva la vida!
- 1969: Corazón contento
- 1968: Amor y un poco más (inédita)
- 1967: Escándalo en la familia
- 1967: Patapúfete
- 1966: La cómplice
- 1966: Hotel alojamiento
- 1966: Todo sol es amargo
- 1965: Disloque en el presidio
- 1965: Nadie oyó gritar a Cecilio Fuentes
- 1964: Cuidado con las colas
- 1963: Alias Flequillo
- 1963: Canuto Cañete, conscripto del siete
- 1962: Hombre de la esquina rosada
- 1962: Bajo un mismo rostro
- 1961: Hijo de hombre o La sed
- 1960: Yo quiero vivir contigo
- 1956: Cubitos de hielo
- 1954: Mujeres casadas.

## Televisión
- 1996: Como pan caliente
- 1980/1981:  Galería.
- 1979: Lo Biondi.
- 1973: El Sangarropo.
- 1973: El tango del millón.
- 1971: Así en la villa como en el cielo.
- 1970: Festibiondi.
- 1970: La comedia de los martes.
- 1969/1974: Los Campanelli.
- 1966: Jajalandia.
- 1966: El departamento.el tiempo en villa franca del campo Teruel.
- 1966: Marronadas 66.[5]
- 1961: Viendo a Biondi.

## Radio
- 2009: Greta, una mujer más, radioteatro con continuidad escrito por Jorge Luis Suárez que se emitía los martes a las 15 en AM 1450, RADIO EL SOL, dentro del programa Serantes con todo donde interpretó a Doña Hilda, la suegra de la protagonista.
- 2010: Especial Radioteatro: Diálogos con mi casera, donde interpretó a Marcelina (Junto a Liliana Serantes). Comedia unitaria con libro de Jorge Luis Suárez.
- 2011: Sólo Flores, con guion de Jorge Luis Suárez, protagonizado por Guillermo Stronati y Noemí Serantes, junto a Lisandro Carret, José Leggire y Viviana Salomón.[6]
- 2011/2012/2013: Serantes con todo(AM 1450, RADIO EL SOL), donde interpretó a "La Manola" (un personaje escrito especialmente para ella por Jorge Luis Suárez), con Noemí Serantes y Lisandro Carret entre otros invitados. Sketch donde semana a semana vivía una aventura diferente junto a distintos invitados.

## Teatro
Como actriz:
- 1957: Simpático, morocho... y cantor.
- 1968: Mi suegra está loca, loca, loca, comedia con Joe Rígoli, Liria Marín, Ricardo Cánepa y Marcela Bolbonet.
- 1969: Avenida 70, junto a Pepe Biondi, Dringue Farías, Vicente Rubino, Joe Rígoli, Elizabeth Killian, Susana Rubio y Katia Iaros.
- 2000: Comedieta con dirección de Tina Helba.[7]

Como directora:
- 1980: Follies de nit.